# الفرح (فلم)
الفرح فيلم بطولة جماعية درامية مصري بدأ عرضه في 2 يونيو 2009، من إخراج سامح عبد العزيز، وتأليف أحمد عبد الله، وإنتاج شركة السبكي للإنتاج السينمائي، ومن بطولة عدد كبير من الممثلين كخالد الصاوي، ودنيا سمير غانم، وماجد الكدواني، وياسر جلال، وجومانا مراد، وصلاح عبد الله، وروجينا. تدور أحداث الفيلم في فرح شعبي، وخلال هذا اليوم نكتشف شخصيات عدة مثل: العريس والعروس ووالديهما، وسائق ميكروباص وغيرهم، كل ذلك نستكشفه في قصة اجتماعية تدور في يوم واحد فقط. ويشارك في الفيلم معظم ممثلين فيلم كباريه، مع بعض الممثلين من السينما والتليفزيون.

## القصة
في الأحياء الشعبية تنتشر أفراح الإدخار التشاركي (الجمعيات)، حيث يُقام الفرح ليس لاحتفال حقيقي، بل لجمع «النقود» لصاحب الفرح، ثم ينتقل الدور إلى الآخرين. وفي هذا السياق، كان زينهم قد سبق وأن نقط في أفراح عديدة، ويطمح الآن في جمع ما يحتاجه لشراء حافلة صغيرة تساعده على تلبي متطلبات الحياة. فتعاون معه حبشي، متعهد الأفراح، لإقامة فرح يجمع له النقوط.
يعيش زينهم مع زوجته صفية، وأبنائه الصغار، وأمه نفيسة، التي تقدمت في العمر. ومع بدأ التجهيز للفرح، تولى هلهولة مساعد زينهم استأجر الأثاث الخاص بالعروس، ليحمل على سيارة ويمر في الحارة ومن ثمَّ إعاده لصاحبه بعد الزيارة الشكلية للحارة. كما اتفق هلهولة مع عبد الله وزوجته جميلة لتمثيل دور العروسين، إذ أنهما متزوجان منذ سبع سنوات سرًا، لعدم استطاعة عبد الله توفير الطلبات الكثيرة لوالد جميلة، لكن والد جميلة يصر على إقامة دخلة بلدي لابنته. وافق عبد الله وجميلة على تمثيل دور العروسين، لجمع المال لعمل عملية تجميل بكارة لجميلة، لتفادي الفضيحة لو تزوجا علنيًا. العسلي تولى إدارة الميكروفون (النبطشي)، بينما والده يحاول مصالحته بعد مشاجرة وقعت قبل عشرين عامًا، تركت ندبة عميقة على وجه العسلي. سند اهتم بتصوير الفيديو، أما شلفطة فجمع النقود من الأرض وسلمها لأوشه ليحتفظ بها في حقيبة.
في زاوية أخرى، سميرة بائعة البيرة للمعازيم مقابل نسبة تدفعها لزينهم. ترتدي سميرة ملابس الرجال وتتصرف بخشونة، وتحمل سكين جيب (مطواة) لحماية نفسها، ولدفاع عن أمها وأخواتها التي تتولي رعايتهم بعد وفاة والدها. وقد نالت إعجاب تاجر الأدوات المنزلية، حسن الحشاش، الذي أوقعها في غرامه بكلامه المعسول. تأثرت سميرة وبدأت تتزين بأقراط وأحمر الشفاه. على جانب الفرح، ظهر صلاح وردة، المنولوجست القديم، محاولًا تقديم فقرة لإبهار ابنه حاتم، لكن المدمنين رفضوه. وفي مشهد آخر، كانت نفيسة الأم مستاءة من الراقصة نوجة التي تستقطب نظرات الرجال، فنصحتها بالتوبة ومنحتها أجرها دون أن ترقص. حدثت مشادة بين زينهم وأمه، ما أدى لغضبها. بعيدًا عن صخب الفرح، حاول الأسطى شوقي قضاء ليلة ممتعة مع زوجته الشابة نسرين، التي أزعجها صوت ميكروفون الفرح المثبت في شرفتها، واتهمت زوجها بالخوف من زينهم.
المفاجأة الكبرى كانت وفاة الأم نفيسة خلال الفرح، وبمعرفة زينهم للخبر اتجه مسرعًا إلى بيته، وطلب من العسلي إيقاف الموسيقى مؤقتًا، وتجمع زينهم، وزوجته صفية، وعبد الله، والعسلي، وحبشي، وصلاح وردة في بيت زينهم، اقترح البعض تأجيل إعلان الخبر ساعتين لإتمام جمع النقوط، ووافق زينهم على هذا الاقتراح. وبذلك تعود الموسيقى ويستمر الفرح، لكن صفية لم تتقبل الأمر ورفضت وطلبت الطلاق، وتستمر الأحداث. غضبت نسرين من سلبية زوجها وخوفه من مواجهة زينهم، فطلبت الطلاق. واستمر الحشاش من مغازلة سميرة، وهرع ورائها إلى منطقة خالية وحاول الإعتداء عليها ولو بمقابل مادي، لكنها قتلته دفاعًا عن نفسها. رفضت نوجة الرقص بعد وفاة الأم نفيسة، وواجهت زينهم برفضها ولكنه ضربها واجبرها على الرقص، والعروسان عبد الله وجميلة اتجها إلى الطبيب مجدي عزب، الذي حاول التحرش بجميلة قبل العملية، لكن عبد الله تدخل وضربه. انتهى الفرح بسرقة النقوط، وجلس زينهم وحيدًا بعد أن تحول الفرح إلى غزاء، وأدرك خطأه، ويتمني لو لم يقتنع بتأخيل خبر الوفاة. ويعود الفيلم إلى وقاعة وفاة الأم، وحينها يغير زينهم من قراره ويعلن إنهاء الفرح احترامًا لوفاة والدته، مكتفيًا بما جمع من النقوط. ولذلك صفية ونسرين تراجعتا عن طلب الطلاق، ولم يُقتل الحشاش، وتابت نوجة، وعاد العروسان إلى الحارة.

## طاقم التمثيل
- خالد الصاوي بدور زينهم شاب بسيط يعيش في الأحياء الشعبية، يسعى لجمع النقود لشراء حافلة صغيرة بعد أن «نقط» في أفراح الآخرين. يعتمد على نظام أفراح الإدخار التشاركي لجمع ما يحتاجه، ويواجه صراعات عديدة على مستوى العائلة والمجتمع.
- دنيا سمير غانم بدور سميرة بائعة بيرة شجاعة، ترتدي ملابس الرجال وتحمل سلاحًا لحماية نفسها من البلطجية. تقع في حب حسن الحشاش بعد أن تسمع منه كلمات غزل أثرت فيها كامرأة، وتتحول حياتها بشكل غير متوقع.
- ماجد الكدواني بدور العسلي نبطشي الفرح المسؤول عن الميكروفون، يمثل صوت الفرح وصخب الحياة في الحارة. لديه قصة شخصية مع والده، الذي يسعى لمصالحته بعد حادثة قديمة أثرت على علاقتهما.
- ياسر جلال بدور عبد الله شاب متزوج سرًا من جميلة منذ سبع سنوات، يسعى لجمع المال لإجراء عملية جراحية لزوجته لإخفاء الزواج السري. يعيش بين متطلبات الحب وخوفه من اكتشاف سر زواجهما.
- جومانا مراد بدور جميلة زوجة عبد الله السرية، تعيش في ظل الخوف من اكتشاف والدها زواجها. تواجه ضغوطًا اجتماعية تدفعها للمشاركة في الفرح كعروس مزيفة وسط أحداث الفرح المضطربة.
- صلاح عبد الله بدور صلاح وردة مونولوجست قديم، يسعى لإعادة إحياء مجده أمام ابنه حاتم، لكنه يجد نفسه مرفوضًا من الجيل الجديد. يمثل التناقض بين الأجيال القديمة والحديثة في الحي الشعبي.
- روجينا بدور صفية زوجة زينهم المخلصة، تعيش معه وأطفالهما الصغار. تتعرض للكثير من الضغوطات النفسية بسبب مشاكل زوجها وأحداث الفرح، وتتطلب منها مواقف القوة لمواجهة هذه التحديات.
- باسم سمرة بدور حسن الحشاش تاجر أدوات منزلية في الحي، شخص جذاب يعرف كيف يجذب النساء بالكلمات، يتلاعب بمشاعر سميرة لكنه يواجه نهاية غير متوقعة بسبب تصرفاته الطائشة.
- كريمة مختار بدور نفيسة الأم المسنة لزينهم، تتميز بالحكمة والتدين. لا ترضى عن تصرفات ابنها، وتعتبر مرآة المجتمع التقليدي التي تعكس القيم الأخلاقية.
- محمود الجندي بدور حبشي متعهد الأفراح في الحي الشعبي، شخصية عملية ومسؤولة عن تنظيم الفرح لجمع النقوط لصالح زينهم. يمثل دور الداعم الذي يعرف خفايا تنظيم مثل هذه المناسبات في الأحياء الشعبية.
- حسن حسني بدور شوقي رجل متقدم في العمر يعيش مع زوجته الشابة نسرين. يحاول استعادة شبابه عن طريق حبوب الفياجرا، لكنه يجد نفسه في صراع مع صوت الفرح الذي يفسد عليه لحظاته الخاصة.
- سوسن بدر بدور نوجة راقصة معروفة في الحي، تستقطب نظرات الرجال، لكنها تعيش صراعًا داخليًا بين رغبتها في مواصلة حياتها المهنية، وضغوط المجتمع التي تدفعها للتوبة.
- مي كساب بدور نسرين الزوجة الشابة لشوقي، تعاني من صخب الفرح المجاور وتتهم زوجها بالخوف من زينهم. تمثل الشخصية التي تعيش في ظل تطلعاتها لشبابها وسط علاقات متوترة.
- سليمان عيد بدور هلهولة شخصية مرحة تعمل في استئجار الأثاث للعروسين في الأفراح الشعبية، ويساهم في إتمام الفرح بصبغة كوميدية، مما يضيف إلى الحدث طابعًا خفيفًا رغم التوترات.
- علاء مرسي بدور سند مصور الفرح. يتولى مهمة تصوير الفيديو خلال الفرح، مما يجعله جزءًا أساسيًا من الفريق المسؤول عن توثيق اللحظات المهمة في الفرح الشعبي.
- رامز أمير بدور حاتم ابن صلاح وردة، الذي يتمنى أن يرى والده يحقق النجاح في تقديم الفقرة الفنية. يمثل الأمل الذي يسعى إليه صلاح لإثبات نفسه مجددًا أمام الجيل الأصغر.
- سعيد طرابيك بدور والد جميلة، وهو شخصية تقليدية صارمة. يتمسك بالعادات والتقاليد، خاصة فيما يتعلق بشرف العائلة والزواج. يصر على إقامة «دخلة بلدي» لابنته جميلة، على الرغم من أنها متزوجة سرًا من عبد الله منذ سبع سنوات.
- محمد متولي بدور والد العسلي الذي يحاول منذ سنوات مصالحة ابنه بعد أن تسببت مشاجرة قديمة في ترك ندبة عميقة في وجهه. يمثل شخصية الأب التائب الذي يسعى للغفران ولمّ الشمل العائلي.

## روابط خارجية
- مقالات تستعمل روابط فنية بلا صلة مع ويكي بيانات